# 用中周本
用中 周本(ようちゅう しゅうほん、生没年不詳)は、室町時代の臨済宗の僧侶。曹源寺の霊仲禅英の法を嗣いだ。鹿苑寺の2代目住持、聖福寺87世住持を務めた。

## 経歴
『義教将軍記』によると永享6年7月18日、相国寺の坐公文を務めた(実際には入寺していない)。永享7年8月7日には鹿苑寺住持として香炉の請取り状を書いている。